# Louis-Paul Neveu
Pour l’article homonyme, voir Neveu.
Louis-Paul Neveu (né le 4 juillet 1931 et mort le 14 décembre 2017) fut un agent d'assurance et homme politique fédéral du Québec.

## Biographie
Né à Saint-Césaire en Montérégie, il devint député du Parti libéral du Canada dans la circonscription fédérale de Shefford en 1965. Défait par le créditiste Gilbert Rondeau en 1968 et également en 1972 et 1974.
Neveu meurt le 14 décembre 2017 à Granby. Il était âgé de 86 ans.